# Sfyrelaton

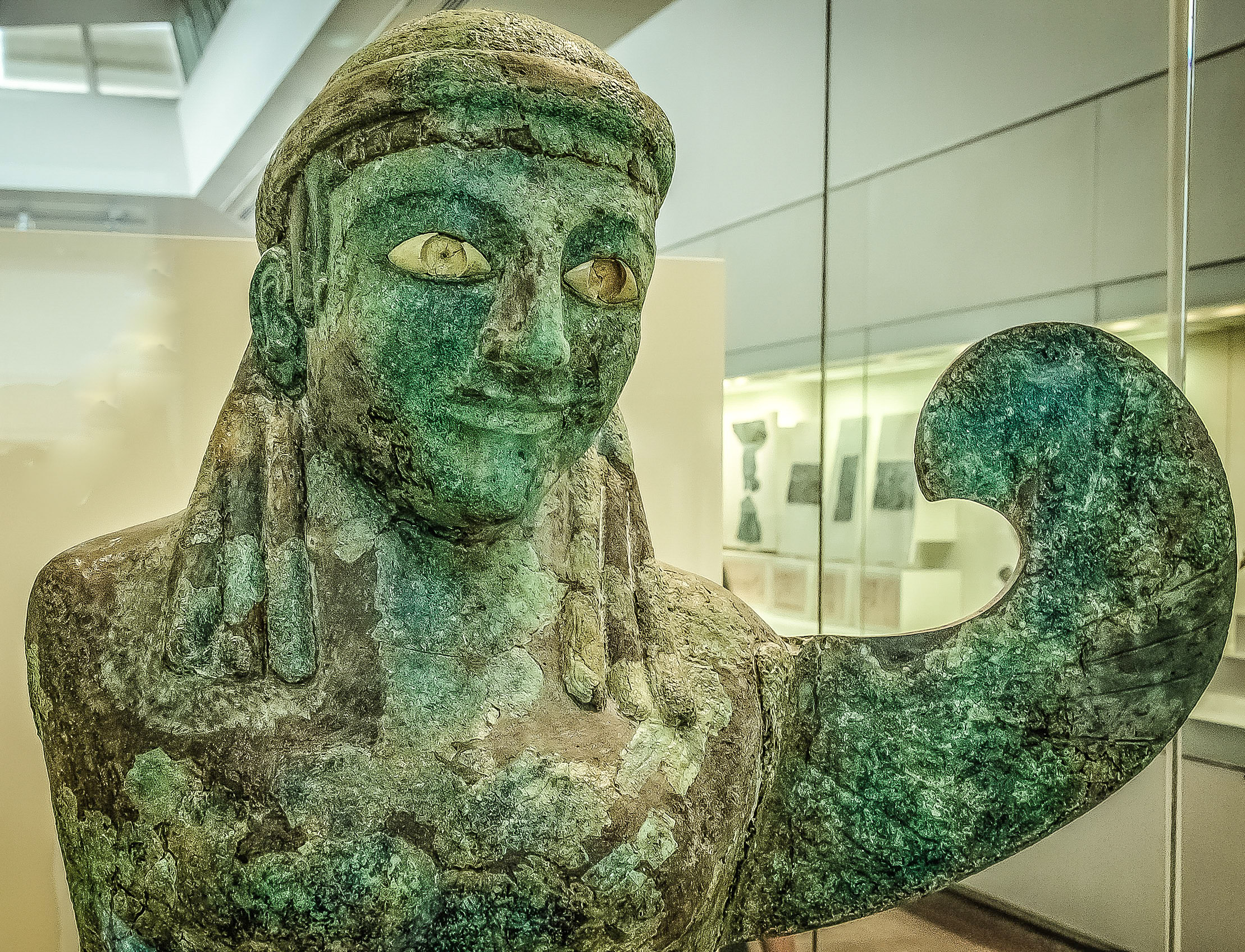
Fragment statuy uskrzydlonego bóstwa wykonanej jako sfyrelaton (początek VI wieku p.n.e.)

Sfyrelaton (od stgr. σφυρ-ήλατος – wymłotkowany; lm σφυρήλατα sphyrelata) – w starożytnej Grecji rodzaj posągu wytworzonego jedną z wczesnych technik rzeźbiarskich. 
Polegała ona na wyklepywaniu niewielkich fragmentów brązowej blachy, a następnie nakładaniu ich na drewniany trzon statuy. Była prymitywną techniką charakterystyczną dla rzeźby greckiej okresu archaicznego. Stosowano ją jednak w okresie od VII aż do V wieku p.n.e. obok techniki odlewu pustego. 
Według W. Dobrowolskiego technika ta rozwinęła się w okresie orientalizującym na Krecie, gdzie najwcześniej zastosowano sposób łączenia nitowaniem młotkowanych blach pokrywających rdzeń posągu. Świadectwem pojawienia się tam ok. 660 p.n.e. figur wykonanych w tej technice są statuetki trzech bóstw tzw. triady apollińskiej odnalezione w Dreros. Przypuszczalnie wzorem dla starannego modelowania blach brązowych mogła być technika ich wytwarzania znana na przykładzie zbroi z Argos pochodzącej z VIII wieku p.n.e. W późniejszym czasie nadal wykonywano w ten sposób mniejsze przedmioty (sfyrelata), np. hełmy czy niewielkie figurki, jak srebrnego byka z Delf (V w. p.n.e.).